# Tristram Tupper
Tristram Tupper (* 11. September 1886 im Caroline County, Virginia; † 30. Dezember 1954 in Arlington, Virginia, oder Miles, Virginia) war ein US-amerikanischer Autor.

## Leben
Tristram Tupper war ein Sohn von Reverend Henry Allen Tupper und dessen Ehefrau Marie Pender Tupper. Er hatte zwei ältere Schwestern, Allene und Katherine, die in zweiter Ehe George C. Marshall heiratete. 1912 schloss er die New York Law School ab. Er nahm sowohl am Ersten als auch am Zweiten Weltkrieg teil. Nach dem Ersten Weltkrieg lebte er zeitweise auf dem Besitz Ida M. Tarbells, einer Tante seiner ersten Frau. Dort verfasste er den ersten Text, den er in einer Zeitschrift unterbrachte.
Vor allem in der Zwischenkriegszeit betätigte er sich als Autor; er verfasste unter anderem für Fox, Republic und Universal Pictures Filmszenarios; außerdem schrieb er Bücher und Kurzgeschichten. Viele seiner Texte erschienen zunächst in der Saturday Evening Post, darunter auch Three Epidodes in the Life of Timothy Osborn in der Ausgabe vom 9. April 1927. Auf diesem Text, der 1929 bei Grosset & Dunlap erneut publiziert wurde, basierte der Film Lucky Star von 1929. Auch The River von 1928, ebenfalls von Frank Borzage verfilmt, wurde zunächst in der Saturday Evening Post publiziert. The First Kiss, 1928 bei Paramount gedreht, basierte auf seiner Erzählung Four Brothers.
Nach dem Zweiten Weltkrieg gründete Tupper in Atlanta zusammen mit Albert Love die Firma Tupper and Love.
Tupper war zweimal verheiratet. Aus seiner ersten Ehe mit Clara Tarbell Tupper gingen die Kinder Tristram junior und Caroline hervor. In zweiter Ehe war er mit Marion Ferrill Tupper verheiratet. Tupper wurde auf dem Arlington National Cemetery bestattet.

## Filmographie
- 1923: Children of Dust
- 1928: The First Kiss
- 1929: Das siebte Gebot (Lucky Star)
- 1929: Salute
- 1929: Christina
- 1932: Klondike
- 1932: Self-Defense
- 1933: The Phantom Broadcast
- 1933: The Avenger
- 1934: Beggars in Ermine
- 1934: Lost in the Stratosphere
- 1935: Red Hot Tires
- 1937: Girl Overboard
- 1937: Night Key
- 1942: Klondike Fury